# 心宿一
心宿一（天蠍座σ）是天蠍座中的一個多星系統，位於比它更亮的紅色超巨星心宿二附近。該系統整體組合的視星等為+2.88，使它成為該星座明亮的成員之一。根據 依巴谷任務期間進行的視差測量，心宿一的距離約為696 光年（214 秒差距）。 North 等人 (2007)計算出更準確的估計值為568+75
−59 光年（174+23
−18 秒差距）。
該系統由一個光譜聯星組成，其主星為心宿一Aa1（官方名稱為Alniyat /ælˈnaɪjæt/，原本是整個系統的傳統名稱，並且是一顆仙王座β型變星），Aa2和第三顆星（指定為心宿一Ab）在距離光譜聯星對0.4角秒處，第四顆恆星（心宿一B）在大約20角秒處。

## 命名法

紅外線中的蛇夫座ρ星雲複合體：右下角的“紅色”是來自心宿一的22微米紅外光，從周圍的塵埃反射出來（Sh2-9）。

"天蠍座σ"（拉丁化名稱為"Sigma Scorpii"），是恆星系統的拜耳名稱。這四顆組成部分的名稱為"Sigma Scorpii Aa1"、"Aa2"、"Ab"和"B"，源於華盛頓雙星目錄（WMC）用於多星系統的約定，並被國際天文學聯合會（IAU）採用。
心宿一和心宿三（天蠍座τ）共同擁有源自阿拉伯語的傳統名稱"Al Niyat"（或"Alniyat"）；源自阿拉伯語النياط"al-niyāţ"，意思是"動脈"，指的是它們位於蠍子心臟星心宿二的兩側，而心宿一正好位於北面。
在2016年，國際天文聯會組織了一個恆星名稱工作組（WGSN）對恒星的專有名稱進行編目和標準化。WGSN决定將專有名稱歸屬於單顆恒星（主星），而不是整個多星系統。它於2017年2月1日核定了心宿一的主星Aa1的名稱為"Alniyat"，現在已列入IAU認可的恆星名稱清單。
在中國，心，意思是心臟，指由心宿一（天蠍座σ）、心宿二（天蠍座α）和心宿三（天蠍座τ）組成的星官。因此，天蠍座σ的中文名心宿一，就是星官"心的第一顆星"。
在澳大利亞西北的維多利亞州土著布龙人將這顆恒星和心宿三（天蠍座τ）視為心宿二（"吉特"）的妻子。

## 性質

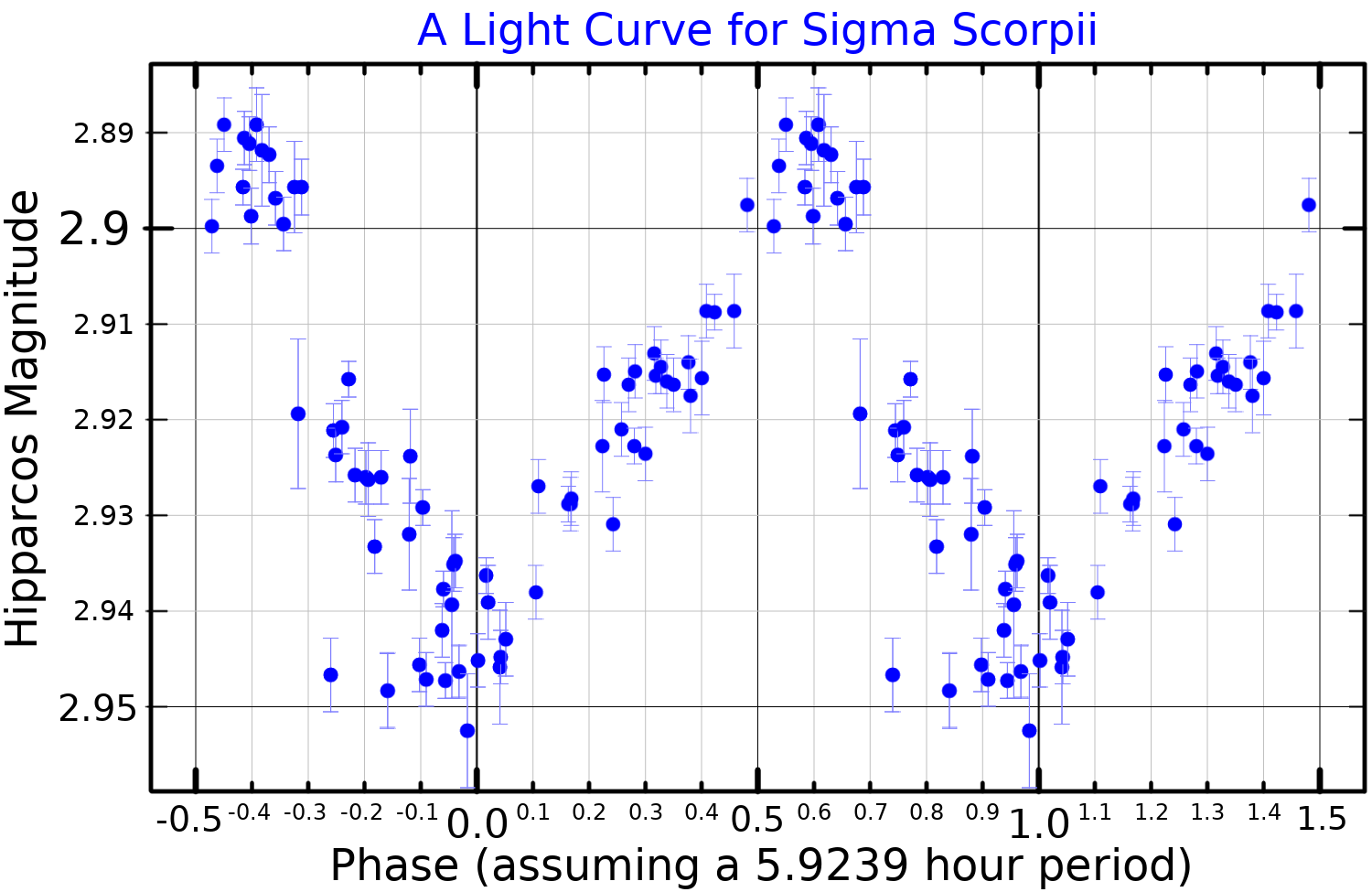
根據"依巴谷衛星"的數據繪製的心宿一光變曲線。

該系統中最亮的成員心宿一Aa是一個雙線光譜聯星，這意味著使用望遠鏡無法進行分辨。相對的，它們的軌道由都卜勒頻移引起的組合光譜變化來决定。這表明其軌道離心率為0.32，每33.01天完成一次軌道週期。
光譜聯星心宿一的主星Aa1已經演化成巨星，其恆星分類為B1III。它的質量大約是太陽的18倍，半徑是太陽的12倍。這顆恆星在26150 K的有效溫度下，從其外包層輻射出大約太陽29000倍的光度]。它是一顆仙王座β型變星，導致視星等在+2.86和+2.94之間變化，多個週周期為0.2468429、0.239671和8.2天。在每個脈動週期中，恆星的溫度變化為4000±2000 K。核心對的另一個成員，心宿一Aa2，是一顆主序帶恆星，分類為B1V。
心宿一Ab以半個角秒的距離繞這個聯星運行，或者至少120個天文單位（AU），是海王星至太陽距離的4倍。它的視星等+5.2，軌道週期超過100年。距離更遠的心宿一B，在20角秒或超過4,500 AU，視星等為+8.7。它被分類為B9V，是顆矮星。
有鑒於其位置、年輕和空間速度，心宿一系統可能是古爾德帶的成員，屬於天蠍-半人馬星協（Sco OB2）的上天蠍子群。最近通過比較恆星與現代演化軌跡的HR圖位置，對該系統的等時線年齡估計，其年齡在800萬至1,000萬年。這與上天蠍子群的平均年齡大約是1,100萬年非常吻合。